# El Pinal (Puebla)
El Pinal es un monte de origen volcánico en el estado mexicano de Puebla, con una altitud de 3280 m s. n. m.

## Detalles

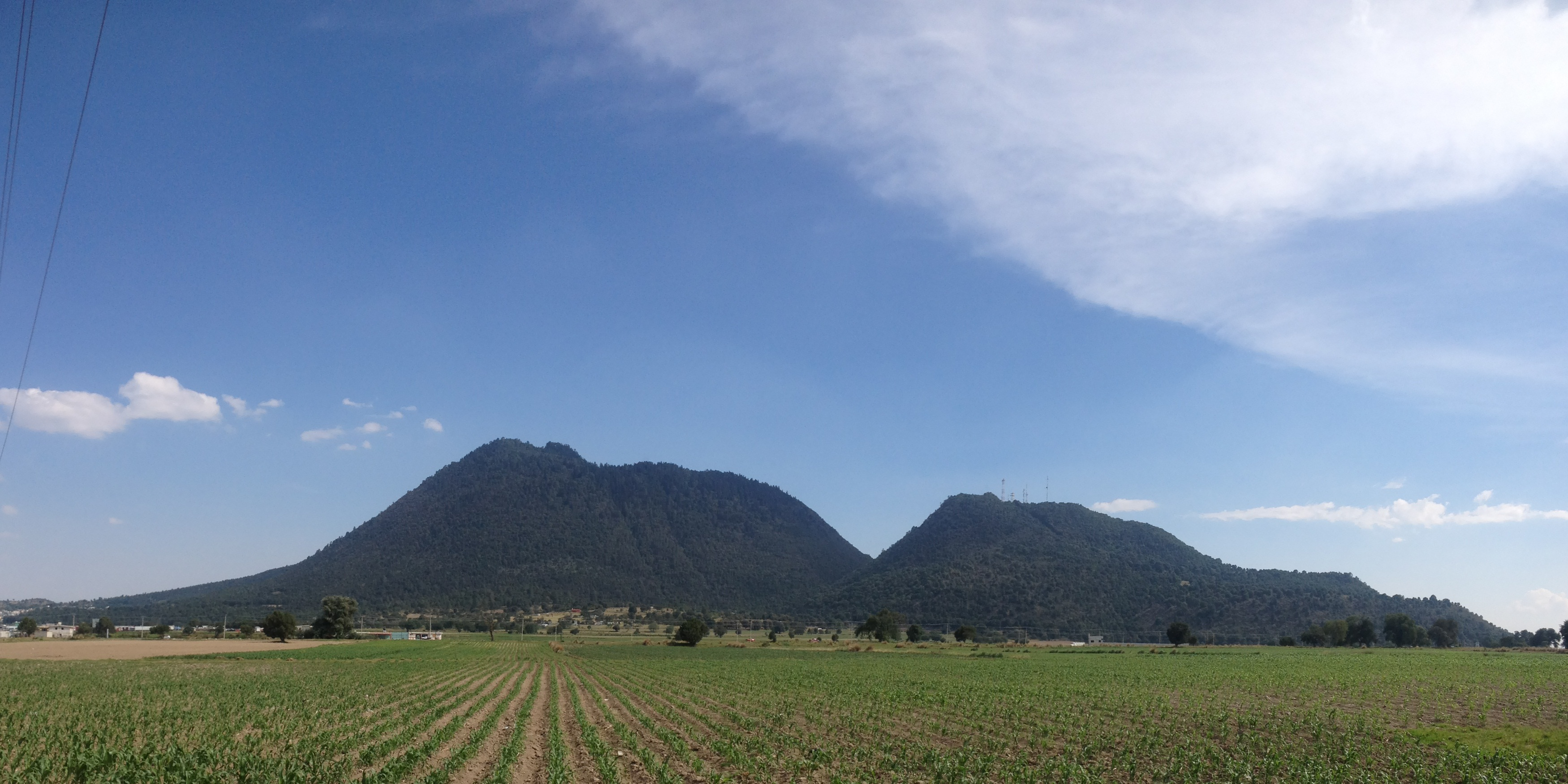
El Pinal (izquierda) con El Tintero (derecha).

El Pinal se encuentra entre los poblados de Santa Isabel Tepetzala (municipio de Acajete) y El Rincón Citlaltepec (municipio de Nopalucan). Junto con otros cerros menores como El Tintero (2920 m s. n. m.), El Pachón (2800 m s. n. m.) y el cerro Huilotepec (2780 m s. n. m.), conforma la Sierra de Acajete, un brazo del Eje Neovolcánico que transcurre por el centro del estado y forma la línea divisoria de las aguas entre la cuenca del Río Atoyac (al sur) y la cuenca endorreica de Libres-Oriental (al norte).
El Pinal se localiza sólo unos pocos kilómetros al sureste de la Malinche (4420 m s. n. m.), que se impone unos 2000 metros por encima de los valles. Por este motivo, El Pinal es poco conocido, aunque se cuenta entre las 40 montañas más altas del país. En círculos de montañismo, se considera una cumbre fácil, no técnica, a pesar de sus escarpadas laderas. Se puede encumbrar desde el noreste (3.5 km a la cima, ascenso de 620 m) y desde el oeste (6 km a la cima, ascenso de 790 m). Cerca de la cima se encuentra un área de acampada con un santuario dedicado a Cristo Rey.
El Pinal se encuentra protegido bajo el esquema de pago por servicios ambientales, por lo cual sus bosques (2190 ha) se encuentran muy bien conservados. Las partes bajas (hasta los 2900 m s. n. m.) albergan un bosque mixto, con predominancia de las especies Quercus rugosa y Juniperus deppeana, que hacia las partes altas transiciona a un bosque de coníferas (Abies religiosa y diversas especies de Pinus).